# Singulari Nos
Singulari Nos est une encyclique publiée le 25 juin 1834 par le pape Grégoire XVI, qui, deux ans après l'encyclique Mirari vos, condamne fermement l'ouvrage Paroles d'un croyant, du prêtre français Félicité de La Mennais.
Grégoire XVI, par la rédaction de  Singulari Nos, traduit une forte opposition aux vues de La Mennais, qui ne voyait, pour sa part, aucune contradiction entre le catholicisme et les idéaux du libéralisme ou dans la séparation de l'Église et de l'État. Ce texte provoque son départ de l'Église catholique.

## Contexte

### Le journal l'Avenir

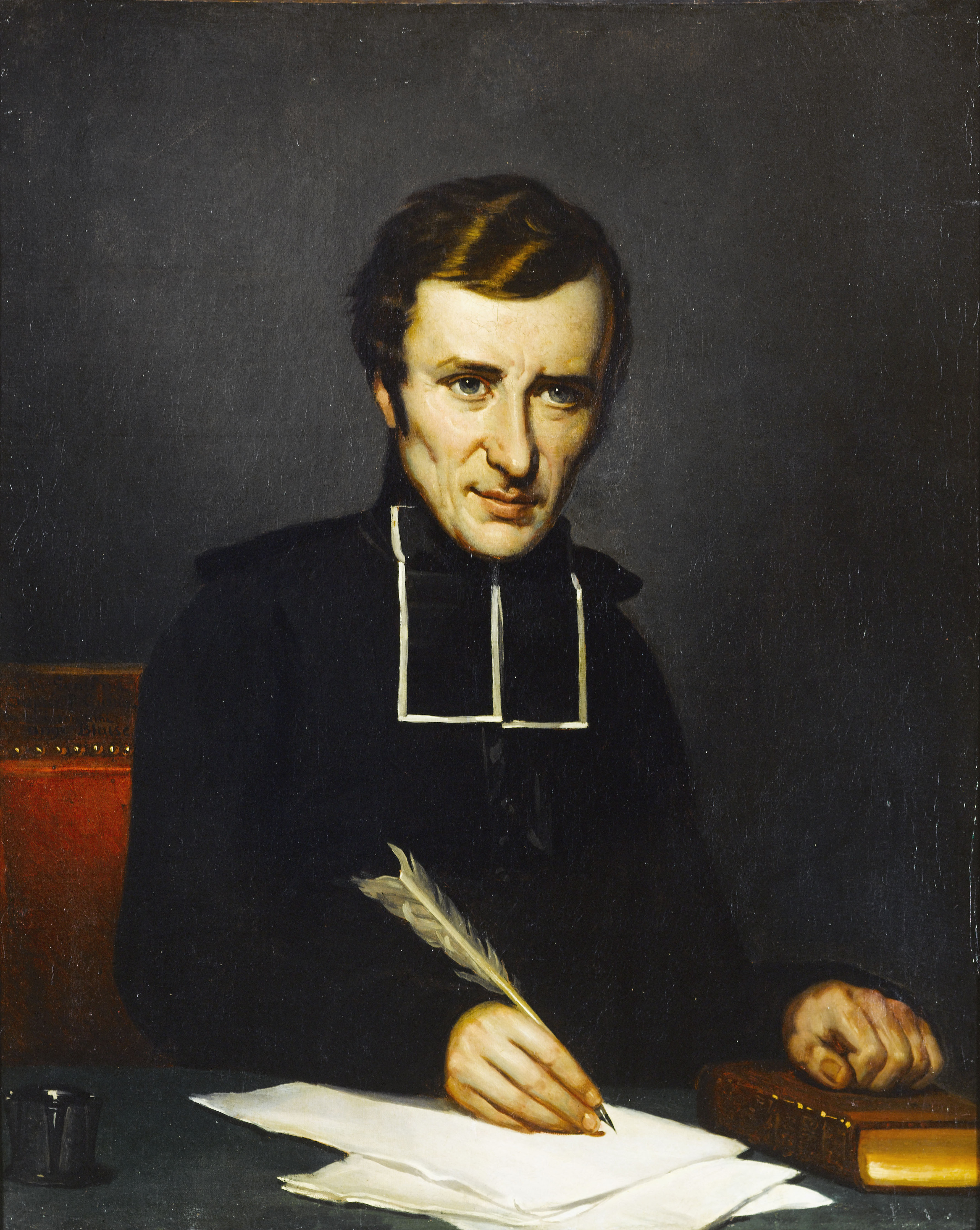
Félicité Robert de Lamennais (1827).

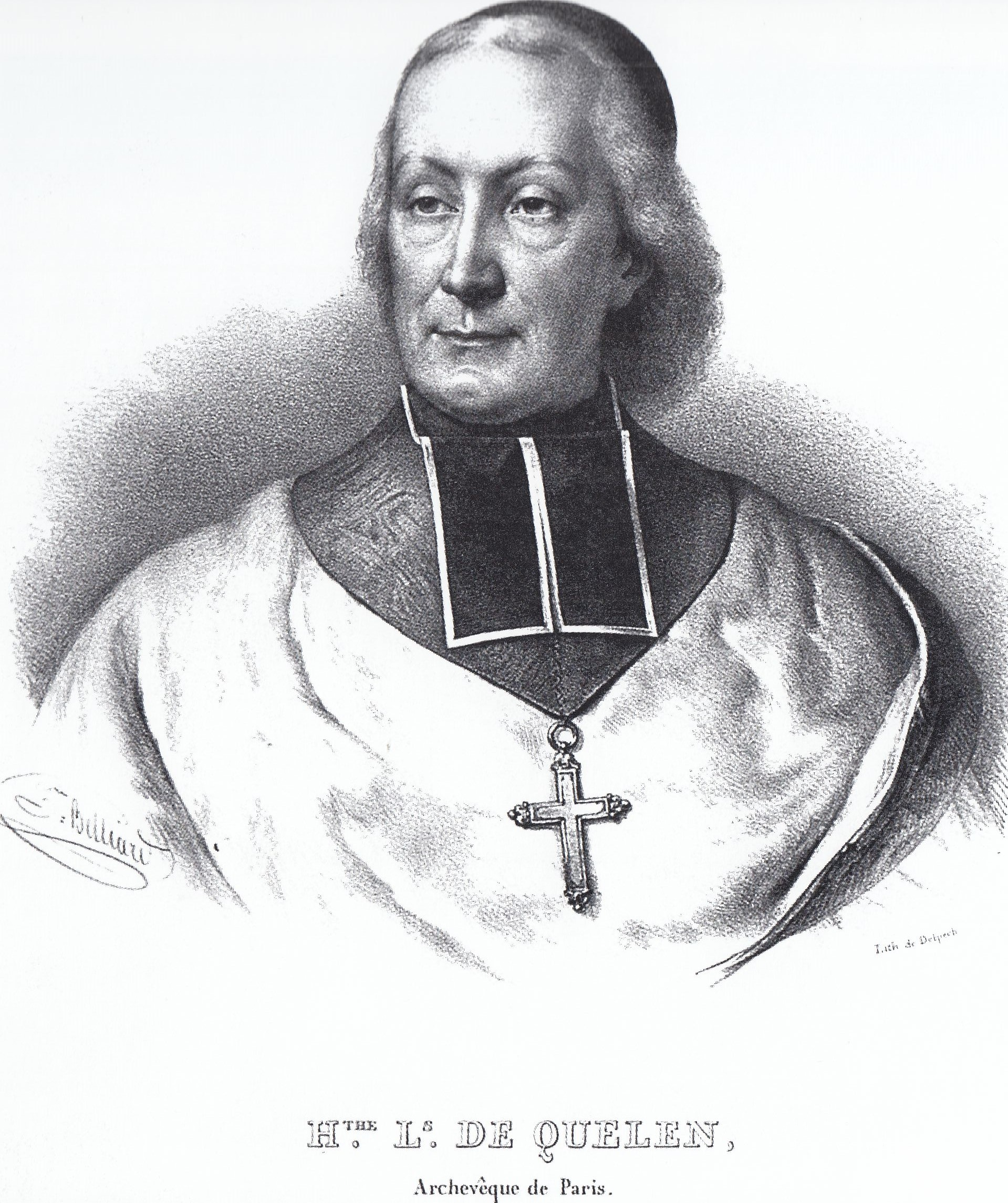
Hyacinthe-Louis de Quélen, archevêque de Paris.

En octobre 1830, Félicité de La Mennais, Henri Lacordaire et Charles de Montalembert fondent le journal L'Avenir qui prône le suffrage élargi, la séparation de l'Église et de l'État, la liberté universelle de conscience, d'instruction, de réunion et de presse. Durant le premier semestre 1832, sous la conduite de l'archevêque de Toulouse David d'Astros, un recueil de 38 puis 56 propositions condamnables, contenues dans les ouvrages de La Mennais, Gerbet, Rohrbacher et dans des articles de l'Avenir, est établi, approuvé par de nombreux évêques de France et transmis à Rome pour approbation, bien qu'ils aient été avertis par l'archevêque Hyacinthe-Louis de Quélen que leurs attentes auraient été irréalistes.
Bien que pressé par le gouvernement français et la hiérarchie ecclésiastique, le pape Grégoire XVI aurait préféré ne pas en faire un dossier officiel.

### L'encycliqueMirari vos(1832)
En août 1832, Grégoire XVI publie l'encyclique Mirari vos. Dans cet écrit public, il confirme le célibat clérical et s'inquiète des alliances trop étroites entre le clergé et le gouvernement. Il dénonce ceux qui prônent le divorce et les sociétés secrètes qui cherchent à renverser les gouvernements légitimes des États italiens. Il dénonce également les opinions de Félicité de La Mennais et du journal L'Avenir, sans les nommer spécifiquement. L'encyclique ne satisfait ni les partisans ni les détracteurs de Félicité de La Mennais.
Un grand nombre d'intellectuels, prêtres et laïcs, étudient alors la théologie en appui des sciences sociales. C'est le cas notamment du travail réalisé par l'école mennaisienne à la Chênaie, au collège de Juilly ou encore au séminaire de Malestroit, regroupés sous le titre de la Congrégation de Saint-Pierre.

### Paroles d'un croyant
À la suite de  la parution de l'encyclique, Félicité de La Mennais accepte de se soumettre au pape en matière de foi et de morale mais il ne retire pas ses opinions politiques. Bien qu'il ait cessé de publier L'Avenir, il continue d'être attaqué par les conservateurs français. Le 30 avril 1834, il répond par un livre court et mordant, Paroles d'un croyant, dans lequel il dénonce toute autorité, tant civile qu'ecclésiastique,. 
Le livre fait sensation, c'est un succès de librairie. Franz Liszt lui dédie la pièce pour piano Lyon (S156 1). Il est rapidement traduit à Strasbourg et Fiodor Dostoïevski encourage Alexander Milyukov à traduire le livre en slavon d'église. Il s'attire les foudre de Metternich qui, inquiet de constater son succès en Belgique où il produit un effet comparable à la révolution des Trois Glorieuses, déplore auprès du Vatican que « la mode de brûler les hérétiques soit passée », ou encore du cardinal Lambruschini qui vilipende un livre « très mauvais, écrit dans un style énergique, ardent, parfois sublime » qu'il compare au Paradis perdu, poème épique de John Milton. Dès le 24 juin, une encyclique papale condamne le livre.

## Encyclique

### Danger des idées libérales
Grégoire XVI publie ainsi Singulari Nos le 24 juin 1834, après la parution du livre Paroles d'un croyant. Le thème de l'encyclique, c'est d'abord le travail écrit, porté publiquement par Félicité de La Mennais.
« nous apprîmes que Félicité de La Mennais venait de publier lui-même en français et de répandre partout un livre anonyme, dont les papiers publics nommèrent ouvertement l’auteur : ce livre, petit par son volume mais énorme par sa perversité, a pour titre : Paroles d’un croyant ».
L'encyclique se termine par un plaidoyer pour que l'auteur du livre reconnaisse ses erreurs. Pour cela, Grégoire XVI liste les idées contenues dans le livre Paroles d'un croyant et qui sont, selon lui, contraires à ce que l'Église promeut. 

Il utilise des mots marquants pour décrire la situation, témoignant d'un réel énervement vis-à-vis de ce livre « peu considérable par le volume, mais grand par la perversité » : il parle de « calomnie », « ouvrage du péché », « puissance de Satan » pour décrire les propos de l'ouvrage, en accusant l'auteur du livre d'« allumer partout le flambeau de la révolte pour renverser l’ordre public ». Extrait : 
« L’esprit se refuse à lire ce que l’auteur a écrit pour s’efforcer de rompre tout lien de fidélité et de soumission envers les princes, en allumant partout le flambeau de la révolte pour renverser l’ordre public, livrer les magistrats au mépris, enfreindre les lois, et arracher tous les fondements de la puissance sacrée et de la puissance civile. De là, par une fiction nouvelle et inique, il présente la puissance des princes comme contraire à la loi divine, et même, par une calomnie monstrueuse, comme l’ouvrage du péché et la puissance de Satan ; et il applique aux pasteurs de l’Église les mêmes notes flétrissantes qu’aux princes, pour une alliance criminelle qu’il rêve avoir été formée entr’eux contre les droits des peuples. Non content de cette audace, il met en avant une liberté entière d’opinions, de discours et de conscience ; il souhaite toute espèce de bonheur a des soldats qui vont combattre pour se délivrer, comme il le dit, de la tyrannie, il provoque avec fureur des associations formées de tout l’univers, et pousse avec tant d’instances à ces criminels projets, que nous voyons bien que, sous ce rapport aussi, il a foulé aux pieds nos avis et nos ordres ».

### Effets
Cet écrit du pape a des répercussions sur la vie de Félicité de la Mennais. Après avoir été considéré comme plutôt traditionaliste, puis fondateur du catholicisme libéral, la condamnation du pape le fait évoluer vers des idées plus sociales. L'effet le plus immédiat est de provoquer le départ de La Mennais de l'Église catholique. Le texte émis par Grégoire XVI n'a permis aucun terrain d'entente dans les débats opposants les gallicans et les ultramontains, peu d'associés de Félicité de la Mennais étant disposés à le suivre hors de l'Église, beaucoup ont arrêté les collaborations éditoriales et les écrits communs.
Le frère de Félicité, Jean-Marie de La Mennais, alors supérieur général des Frères de l'instruction chrétienne de Ploërmel, a répudié le livre Paroles d'un croyant, l'a interdit dans ses écoles et les deux frères ne se sont jamais revus.
John Patrick Tuer Bury trouve ironique que l'effet le plus durable des polémiques de La Mennais ait été un renforcement de l'ultramontanisme. Il note que Dom Prosper Guéranger, qui était un des premiers disciples de La Mennais, est devenu le principal agent d'un renouveau liturgique et d'une liturgie romaine uniforme. Henri Lacordaire a, quant à lui, joué un rôle déterminant dans le rétablissement de l'Ordre dominicain en France.
L'encyclique entraîne la dissolution de la congrégation de Saint-Pierre et la remise en cause de la pensée du sens commun étudiée dans une perspective théologique.

## Analyse
L'encyclique marque un tournant dans l'expression du point de vue de l’Église catholique au regard des débats sur les propositions libérales, le contexte révolutionnaire. Il s'agit du tournant intransigeant de l'Église catholique.

### Textes de l'encyclique
- (it) Pape Grégoire XVI, « Enciclica des sommo pontefice Gregorio XVI - Singulari nos », sur Site officiel du Vatican, 1834